# Récidive en droit français
Pour un article plus général, voir récidive.
En droit pénal français, la récidive légale est la réitération d'une infraction similaire ou proche d'une infraction précédemment et définitivement condamnée. Elle est une circonstance aggravante qui permet de prononcer d'une peine plus lourde, jusqu'au doublement de la peine.
Les règles de la récidive varient selon que l'infraction est contraventionnelle, délictuelle ou criminelle. La récidive, régie par les articles 132-8 et suivants du code pénal français, est dite « perpétuelle » et « générale ». En cas de crime ou de délit, elle est soit perpétuelle ou temporaire, et soit générale ou spéciale. La récidive de contravention est toujours « spéciale » et « temporaire ».
Si les conditions de la récidive légale ne sont pas réunies, il s'agit d'une réitération d'infractions.
Si les conditions de la récidive légale sont réunies, il faudra alors déterminer le type de récidive.

## Conditions de la récidive légale
La récidive légale est caractérisée lorsqu’un individu, après avoir commis une première infraction (appelée « premier terme ») ayant fait l’objet d’une condamnation définitive, commet une seconde infraction (appelée « second terme »).
La récidive légale suppose la réunion de 2 conditions cumulatives.

### Conditions concernant le premier terme de la récidive
Concernant le premier terme de la récidive, la première condamnation n’est susceptible de le caractériser que lorsque 5 conditions sont réunies. Ainsi, la première condamnation…
- ·      …doit être définitive : c'est-à-dire que la récidive n’est susceptible d’être constituée que lorsque le second terme survient après l’épuisement des voies de recours internes, ou lorsque les délais pour les exercer sont échus.
- … et de nature pénale...
- ... exister : c'est-à-dire que la première condamnation doit encore persister au moment où la seconde infraction est commise. Autrement dit, elle ne doit pas avoir fait l’objet d’une mesure ayant pour effet d’effacer les condamnations, par exemple en présence d'une amnistie ou d'une réhabilitation.
- ... concerner un crime ou un délit ou une contravention de la 5ème classe pour laquelle le législateur prévoit expressément la possibilité de récidive.
- … doit avoir été prononcée par une juridiction française ou (depuis la loi du 12 décembre 2005) par une juridiction d’un pays membre de l’UE[2].

Voici des précisions concernant les conditions du premier terme de la récidive :
Concernant l'exigence d'une condamnation pénale définitive prononcée par une juridiction française ou européenne : 
Pour que l'aggravation résultant de la récidive s'applique à une personne, il faut d'abord qu'à la date de commission des nouveaux faits, cette personne ait déjà été condamnée pénalement, à titre définitif, c'est-à-dire qu'une décision ayant « force de chose jugée », non susceptible de recours, et devenant alors exécutoire, ait été émise par une juridiction pénale compétente.
Depuis la loi n° 2005-1549 du 12 décembre 2005 relative au traitement de la récidive des infractions pénales, est inséré dans le Code pénal un article 132-16-6 assimilant les condamnations pénales prononcées par un État membre de l'Union européenne à celles des juridictions françaises dans la prise en compte de l'État de récidive (article 132-16-6 abrogé par la LOI n° 2010-242 du 10 mars 2010 - art. 17 (V))

### Conditions concernant le second terme de la récidive
Concernant le second terme de la récidive, il suppose que la seconde infraction commise soit matériellement distincte de la première.
Voici des précisions concernant la condition du second terme de la récidive :
Concernant la commission d'une nouvelle infraction : 
Pour que l'aggravation résultant de la récidive s'applique à une personne, il faut ensuite qu'elle commette une nouvelle infraction.
Pour que le magistrat puisse juger qu'il y a eu récidive, la nouvelle infraction peut être :
- soit différente de la première infraction commise, c'est la « récidive générale » ;
- soit identique (ou assimilée) à la première infraction, c'est la « récidive spéciale ».

Par ailleurs, la récidive peut être encourue dans certains cas sans tenir compte du temps passé depuis la commission de la première infraction, c'est la « récidive perpétuelle ». En revanche, dans d'autres cas, la récidive ne pourra être prononcée si un certain délai fixé par la loi s'est déjà écoulé depuis la première infraction, c'est la « récidive temporaire ».

## Types de récidive
À titre liminaire :
- La récidive est dite « générale » lorsque la seconde infraction commise par l'agent est d'une nature différente de la première infraction commise.
- La récidive est dite « spéciale » lorsque la seconde infraction commise par l'agent est d'une même nature que la première infraction commise.

### Types de récidive commis par les personnes physiques
Les types de récidives pouvant être commis par les personnes physiques figurent aux articles 132-8 à 132-11 du Code pénal.
Parmi les récidives dites « générales » commises par les personnes physiques figurent :
- la récidive de délit puni de 10 ans d’emprisonnement à crime (article 132-8 du Code pénal) ;
- la récidive de crime à délit (article 132-9 du Code pénal) ;

Parmi les récidives dites « spéciales » commises par les personnes physiques figurent :
- la récidive de crime à crime (article 132-8 du Code pénal) ;
- la récidive de délit puni de 10 ans d’emprisonnement à délit puni d’au moins un an d’emprisonnement (article 132-9 du Code pénal) ;
- la récidive de délit à délit identique (article 132-10 du Code pénal) ;
- la récidive de délit à délit assimilé (article 132-10 du Code pénal) ;
- la récidive contraventionnelle, c'est-à-dire la récidive de contravention de la cinquième classe à contravention de la cinquième classe, laquelle s’applique lorsqu’un règlement a expressément prévu la possibilité de la récidive (article 132-11 du Code pénal).

### Types de récidive commis par les personnes morales
Les types de récidives pouvant être commis par les personnes morales figurent aux articles 132-12 à 132-15 du Code pénal.
Parmi les récidives dites « générales » commises par les personnes morales figurent :
- la récidive de crime à délit (article 132-13 du Code pénal) ;
- la récidive (générale) de délit puni d’une amende de 100 000 euros d’amende pour les personnes physiques à crime (article 132-12 du Code pénal) ;

Parmi les récidives dites « spéciales » commises par les personnes morales figurent :
- la récidive de crime à crime (article 132-12 du Code pénal) ;
- la récidive contraventionnelle, c'est-à-dire la récidive de contravention de cinquième classe à contravention de cinquième classe (article 132-15 du Code pénal) ;
- la récidive de délit à délit identique (article 132-14 du Code pénal) ;
- la récidive de délit à délit assimilé (article 132-14 du Code pénal) ;
- la récidive de délit à délit Selon (article 132-13 du Code pénal).

## Application de la récidive
| Nature de la première infraction               | Nature de la nouvelle infraction                                          | Délai de commission de la nouvelle infraction après la première condamnation devenue définitive | Aggravation de peine encourue du fait de la récidive   | Article du code pénal   |
| ---------------------------------------------- | ------------------------------------------------------------------------- | ----------------------------------------------------------------------------------------------- | ------------------------------------------------------ | ----------------------- |
| Crime ou délit puni de 10 ans d'emprisonnement | Crime passible de 20 ans ou 30 ans de réclusion                           | Pas de délai                                                                                    | Réclusion criminelle à perpétuité                      | 132-8                   |
| Crime ou délit puni de 10 ans d'emprisonnement | Crime passible de 15 ans de réclusion                                     | Pas de délai                                                                                    | 30 ans de réclusion                                    | 132-8                   |
| Crime ou délit puni de 10 ans d'emprisonnement | Délit passible de 10 ans d'emprisonnement                                 | 10 ans                                                                                          | Doublement de l'emprisonnement et de l'amende encourue | 132-9 alinéa 1          |
| Crime ou délit puni de 10 ans d'emprisonnement | Délit passible d'un emprisonnement inférieur à 10 ans et supérieur à 1 an | 5 ans                                                                                           | Doublement de l'emprisonnement et de l'amende encourue | 132-9 alinéa 2          |
| Délit puni de moins de 10 ans d'emprisonnement | Délit identique ou assimilé                                               | 5 ans                                                                                           | Doublement de l'emprisonnement et de l'amende encourue | 132-10, 132-16 et 321-5 |
| Contravention de la 5e classe                  | Contravention identique si le règlement prévoit la récidive               | 1 an                                                                                            | Amende portée à 3000 €                                 | 132-11                  |

Il y a récidive criminelle, lorsqu'une personne physique, déjà condamnée définitivement pour un crime ou un délit puni de dix ans d'emprisonnement par la loi, commet une infraction emportant une peine criminelle.
Quel que soit l'objet du deuxième crime (ce peut être un crime de sang succédant à un vol aggravé ou l'inverse), quel que soit le lieu de la commission, quel que soit le délai écoulé depuis l'expiration ou la prescription de la première peine.
Lorsque le maximum de la peine fixé par la loi pour ce crime est de vingt ans ou trente ans, le maximum de la peine devient la réclusion criminelle ou la détention criminelle à perpétuité. Lorsque le maximum de la peine fixé par la loi pour ce crime est de quinze ans, le maximum de la peine est porté à trente ans de réclusion criminelle ou de détention criminelle.

### La récidive en matière contraventionnelle
La récidive en matière contraventionnelle n'est prévue que pour les contraventions les plus graves, c’est-à-dire les contraventions de la 5e classe. A contrario, les contraventions de la 1re à la 4e classe ne sont jamais susceptibles de récidive.
L'article 132-11 énonce plusieurs conditions pour que la récidive soit encourue en matière de contraventions. Il faut d'abord que le règlement ait expressément prévu la récidive. Il faut ensuite que la nouvelle contravention soit identique, c’est-à-dire soit une contravention de la 5e classe. Il faut enfin que la nouvelle contravention ait été commise dans le délai d'un an à compter de l'expiration ou de la prescription de la précédente peine.

### Débats en 2010
À la suite des polémiques enclenchées par l'affaire Hodeau, Michèle Alliot-Marie annonce sa volonté de réformer le régime législatif de la récidive. Cette intention se concrétise par le dépôt du « projet de loi tendant à amoindrir le risque de récidive criminelle et portant diverses dispositions de procédure pénale », examiné en procédure accélérée en novembre 2009 par l'Assemblée nationale. Tous deux spécialistes des questions pénitentiaires, Jean-Paul Garraud (UMP) et Jean-René Lecerf sont nommés rapporteurs du projet de loi, respectivement pour l'Assemblée nationale et le Sénat.
Ce nouveau projet de loi sur la récidive, qui fait suite à la loi Perben II (qui avait notamment créé le FIJAIS), la loi du 13 décembre 2005 et la loi Dati de 2007 (créant la « surveillance de sûreté »), prévoit notamment :
- d'interdire à l'auteur d'une agression sexuelle, une fois purgé sa peine, d'élire domicile près de son ancienne victime ;
- de contraindre les auteurs d'agressions sexuelles à se soumettre à un traitement hormonal, dit de « castration chimique »; en cas d'acceptation d'un tel traitement, le refus ultérieur de s'y soumettre conduirait à être incarcéré à nouveau ;
- de créer un nouveau fichier, intitulé « répertoire des données à caractère personnel collectées dans le cadre des procédures judiciaires », s'appliquant aux « personnes poursuivies ou condamnées pour l'une des infractions pour lesquelles le suivi socio-judiciaire est encouru » (art. 706-56-2 du CPP), et d'élargir les cas d'inscription au FNAEG (fichier national automatisé des empreintes génétiques) ;
- sur proposition du rapporteur Jean-Paul Garraud et contre l'avis de la Garde des sceaux, Michèle Alliot-Marie[réf. nécessaire], d'étendre le champ de la surveillance de sûreté, introduit par la loi du 25 février 2008, aux personnes condamnées à plus de dix ans de prison (contre 15 précédemment) ; en cas de non-respect des obligations de la surveillance de sûreté (en particulier du port du bracelet électronique de localisation GPS), la personne serait passible d'une rétention de sûreté.
- enfin, l'art. 6a de la loi prévoit que les sections locales de la police et de la gendarmerie soient informées de l'identité et de l'adresse de toute personne ayant été condamnée à une peine de 3 ans ou plus[8].
- l'ordonnance du 2 février 1945 sur l'enfance délinquante est modifiée, afin d'introduire la possibilité de l'assignation à résidence par surveillance électronique des mineurs de 16 ans (art. 8 quater du projet de loi adopté par le Sénat le 18 février 2010).

Lors de son examen du projet de loi, le Sénat a retiré la mention explicite du traitement hormonal du texte de loi, et transforment l'obligation faite aux médecins d'informer le juge du traitement médical suivi par son patient en une simple possibilité.

### Débats en 2014
Dans le cadre des objectifs de réformes voulus par Christiane Taubira, ministre de la Justice depuis 2012 sous la présidence de François Hollande, le ministère de la justice a publié en avril 2014 une étude statistique chiffrée sur la récidive portant sur 500 000 condamnations prononcées en 2004, analysant les parcours des condamnés 8 ans avant et 8 ans après cette date. Il en ressort que globalement environ 40 % de ces personnes condamnées étaient des récidivistes. De plus l'âge est un paramètre crucial : « plus un condamné est jeune (moins de 26 ans), plus il aura de risques de récidiver et plus il le fera rapidement » : « Un mineur condamné a 1,5 fois plus de risques de récidiver qu'un 18-25 ans, et 2,2 fois plus qu'un 30-39 ans » ; et « une autre étude de 2012 (Sébastien Delarre, Infostat n° 119) a montré que 6 mineurs sur 10 ne retournent pas devant la justice après des mesures d'accompagnement ». Deuxième paramètre important : « un condamné déjà récidiviste sera aussi plus enclin et plus prompt à récidiver ». Enfin, la nature de l'infraction a un réel impact : « les condamnés pour stupéfiants sont 46 % à être recondamnés pour les mêmes délits, les auteurs de vol ou recel aggravés (avec effraction, en bande organisée, etc.) 44 %, et les auteurs de violences volontaires 40 % : c'est le noyau dur des récidivistes ». Les délits routiers, qui représentent 40 % des délits, sont traités à part et il ressort de leur étude, notamment, que 70 % des délinquants routiers rechutent dans les huit ans.

## Taux de récidive
Une étude publiée par le Ministère de la Justice le 29 juillet 2021 sur les sortants de prison en 2016 a révélé qu'en 2016, 5 % des personnes sorties de prison ont récidivé dans les 30 jours suivant la sortie de prison, 20 % dans les six mois et 31 % l'année suivante.

## Autres références
1. ↑  Jean-Lucien Sanchez, « La relégation (loi du 27 mai 1885) », Criminocorpus, revue hypermédia [En ligne], Les bagnes coloniaux, Articles, mis en ligne le 01 janvier 2005, consulté le 07 décembre 2012. URL : http://criminocorpus.revues.org/181 ; DOI : 10.4000/criminocorpus.181
2. ↑  Article 132-16-7 du code pénal